# Ksaweriw
Ksaweriw (ukr. Ксаверів, hist. Ksawerów) – wieś na Ukrainie w rejonie malińskim obwodu żytomierskiego, w hromadzie Malin.

## Historia
Miejscowość wzmiankowana w 1507 r. pod nazwą Litwinowicze w powiecie owruckim województwa kijowskiego, położona nad Kamionką, dopływem rzeki Uż. Wieś należała do rodziny Jelców. 
Nazwa miejscowości z czasem została zmieniona na Ksawerów. Na mocy przywileju Władysława IV z 7 marca 1634 r. Ksawerów otrzymał prawa miejskie jako darowizna księdza Ignacego Jelca na rzecz kolegium jezuitów. Nowe miasteczko otrzymało przywilej na dwa jarmarki.
W okresie powstania Chmielnickiego i rosyjskiej interwencji dobra ksawerowskie przekazano monasterowi Objawienia Pańskiego w Kijowie.
W 1678 r. kolegium jezuickie zostało przeniesione do Owrucza. W miasteczku znajdował się kahał w 1772 r. opłacający 192 zł pogłównego.  Po kasacie zakonu jezuitów Ksawerów nabył Onufry Biedrzyński w 1774 r., a cztery lata później miejscowość należała do hrabiów Krasickich. 
Po drugim rozbiorze (1793) miejscowość znajdowała się pod władzą rosyjską.
W XIX w. miejscowość leżała w powiecie owruckim guberni wołyńskiej, w gminie Bazar. Znajdowała się tu cerkiew prawosławna. Mniejszość katolicka posiadała kaplicę należącą do parafii w Narodyczach. W 1870 r. były tu 73 domy, w których żyło 401 mieszkańców, w tym 224 Żydów.   
W czasie II pochodu zimowego 9 listopada 1921 r. w rejonie Ksawerowa operowały jednostki Armii Czynnej URL pod dowództwem Jurka Tiutiunnyka.
Od 1923 r. do 1959 r. (z przerwą na okupację niemiecką) miejscowość znajdowała się w granicach rejonu bazarskiego USRR.

### Urodzeni w Ksaweriwie
- Józef Dzierzkowski (1807-1865) – polski pisarz i publicysta
- Mykoła Prysiażniuk(inne języki) (ur. 1960) – ukraiński minister rolnictwa w l. 2010-2014 w obu rządach Mykoły Azarowa